# Rewas Gamqrelidse
Rewas Walerianis dse Gamqrelidse (georgisch რევაზ ვალერიანის ძე გამყრელიძე, russisch Реваз Валерианович Гамкрелидзе Rewas Walerianowitsch Gamkrelidse, englisch Revaz Gamkrelidze; * 4. Februar 1927 in Kutaissi, Georgische SSR, Sowjetunion; † 5. Mai 2025) war ein sowjetischer bzw. russischer Mathematiker georgischer Herkunft.

## Werdegang
Gamqrelidse studierte 1945/46 an der Staatlichen Universität Tiflis und ab 1946 an der Lomonossow-Universität, wo er ein Schüler von Lew Pontrjagin war und sich anfangs mit Topologie und algebraischer Geometrie befasste. 1953 wurde er promoviert (Kandidatentitel) und 1961 habilitiert (russischer Doktortitel). Seit 1953 war er am Steklow-Institut in Moskau tätig, wo er von 1988 bis 1998 die Abteilung Differentialgleichungen und Kontrolltheorie leitete. 1966 wurde er Professor.
Mit Pontrjagin entwickelte er ab 1955 die optimale Kontrolltheorie (Entdeckung des Maximum Prinzips). Ihr Buch darüber erhielt 1962 den Lenin-Preis. Die Theorie entstand aus der mathematischen Behandlung der optimalen Flugbahnen von Flugzeugen und Raketen.
Er war der Gründungsherausgeber der Encyclopedia of Mathematical Sciences (Springer Verlag).
Gamqredlidse war ab 1969 Mitglied der Georgischen Akademie der Wissenschaften und der Russischen Akademie der Wissenschaften (seit 1981 korrespondierendes Mitglied, seit 2003 Vollmitglied). 1980 erhielt er den A. Razmadze Preis der Georgischen Akademie der Wissenschaften. 1970 war er Invited Speaker auf dem Internationalen Mathematikerkongress in Nizza (Conditions necessaires du premier ordre dans le problemes d’extremum, mit G. L. Kharatishvili). 1962 erhielt er den Leninpreis.
Er war der Bruder von Tamas Gamqrelidse.

## Schriften
- Wladimir Boltjanski, Lew Pontrjagin, Rewas Gamkrelidze, Jewgeni Mischtschenko Mathematische Theorie optimaler Prozesse, Oldenbourg, München, 1967 (englische Ausgabe Mathematical Theory of Optimal Processes, Interscience 1962)
- Principles of Optimal Control, Plenum Press 1978
- Discovery of the maximum principle, Springer, Journal of Dynamical and Control Systems, Oktober 1999, Volume 5, Issue 4, Seiten 437–451